# جولي ان روث
جولي ان روث (بالألمانية: Julie-Anne Roth) (و. 1973 – م) هي ممثلة، من فرنسا، ولدت في فرنسا.

## التعليم
تعلمت في المعهد الوطني العالي للفنون الدرامية ‏.

## وصلات خارجية
- جولي ان روث على موقع IMDb (الإنجليزية)
- جولي ان روث على موقع ألو سيني (الفرنسية)
- جولي ان روث على موقع ميوزك برينز (الإنجليزية)
- جولي ان روث على موقع أول موفي (الإنجليزية)
- جولي ان روث على موقع قاعدة بيانات الأفلام السويدية (السويدية)
- جولي ان روث على موقع قاعدة بيانات الأفلام السويدية (السويدية)
- جولي ان روث على موقع قاعدة بيانات الفيلم (الإنجليزية)
- جولي ان روث على موقع كينوبويسك (الروسية)